# Amélia Rodrigues
Amélia Augusta do Sacramento Rodrigues (Santo Amaro, 26 de maio de 1861 — Salvador, 22 de agosto de 1926) foi uma educadora, escritora, teatróloga e poetisa brasileira.

## Biografia
Nascida na Fazenda Campos, da freguesia de Oliveira dos Campinhos, então pertencente ao município baiano de Santo Amaro, estudou com o Cônego Alexandrino do Prado e, depois, com Antônio Araújo Gomes de Sá e Manuel Rodrigues de Almeida, completando a sua formação no colégio então mantido por Cândida Álvares dos Santos.
Começou a lecionar no Arraial da Lapa e, posteriormente, em Santo Amaro da Purificação, onde o fez por oito anos. Em 1891 foi transferida para Salvador e lotada no Colégio Central de Santo Antônio. Aqui, em 1905, um de seus alunos foi selecionado para lecionar língua inglesa pelo sistema do filósofo positivista Herbert Spencer. Amélia Rodrigues não só o auxiliou a compreender o pensamento daquele filósofo, como complementou o seu aprendizado.
Aposentada, retornou ao magistério de forma ainda mais dinâmica: fundou o "Instituto Maternal Maria Auxiliadora", que mais tarde se transformou na "Ação dos Expostos".

## Obra
Dedicou-se ao jornalismo como colaboradora de publicações religiosas como "O Mensageiro da Fé", "A Paladina" e "A Voz". Escreveu algumas peças teatrais, entre as quais "Fausta" e "A Natividade". É autora dos poemas "Religiosa Clarisse" e "Bem me queres". Produziu ainda obras didáticas, literatura infantil e romances.

## Homenagem
O governo do estado da Bahia, através da lei nº 182, de 20 de outubro de 1961, criou o município de "Amélia Rodrigues", em homenagem à educadora.

## O espírito Amélia Rodrigues
Para os seguidores da doutrina espírita, após a morte de seu corpo físico, o espírito de Amélia Rodrigues prossegue a sua obra no chamado plano espiritual onde, na atualidade, participa da falange de Joanna de Ângelis, mentora de Divaldo Pereira Franco. Este, aliás, costumava encerrar suas palestras recitando o Poema da Gratidão, a ele ditado pelo espírito da referida poetisa baiana, em 21 de novembro de 1962, durante um evento espírita em Buenos Aires, Argentina, e que apareceu originalmente no livro Sol de Esperança, em 2002.